# Vigo
För andra betydelser, se Vigo (olika betydelser).
Vigo (spanskt uttal: [ˈbiɣo] ( lyssna)) är en stad och kommun i provinsen Pontevedra i den autonoma regionen Galicien i nordvästra Spanien. Den ligger vid flodmynningen Ría de Vigo, cirka 73 kilometer söder om Santiago de Compostela. Kommunen har 293 977 invånare (2024), på en yta av 109,06 km². Invånarantalet gör Vigo till Galiciens folkrikaste kommun.
Det är en betydande hamnstad med omfattande handels- och fiskeverksamhet. I Vigo har Europeiska fiskerikontrollbyrån sitt säte. Staden har ett fotbollslag i La Liga som heter Celta Vigo. 

## Näringsliv
Stellantis har en stor bilfabrik som grundades av Citroën 1958 i Vigo.

## Bildgalleri

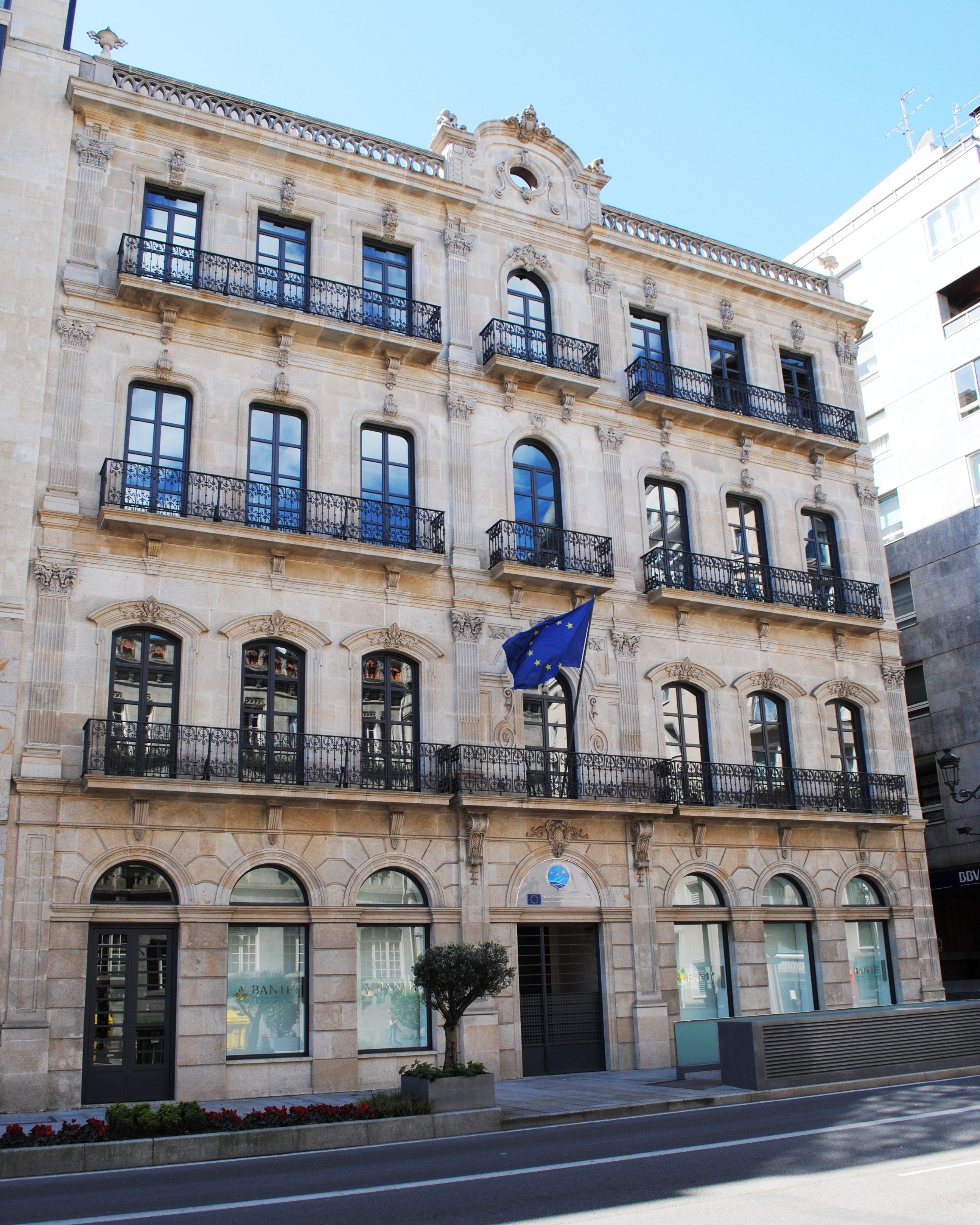
Europeiska fiskerikontrollbyråns kontor.
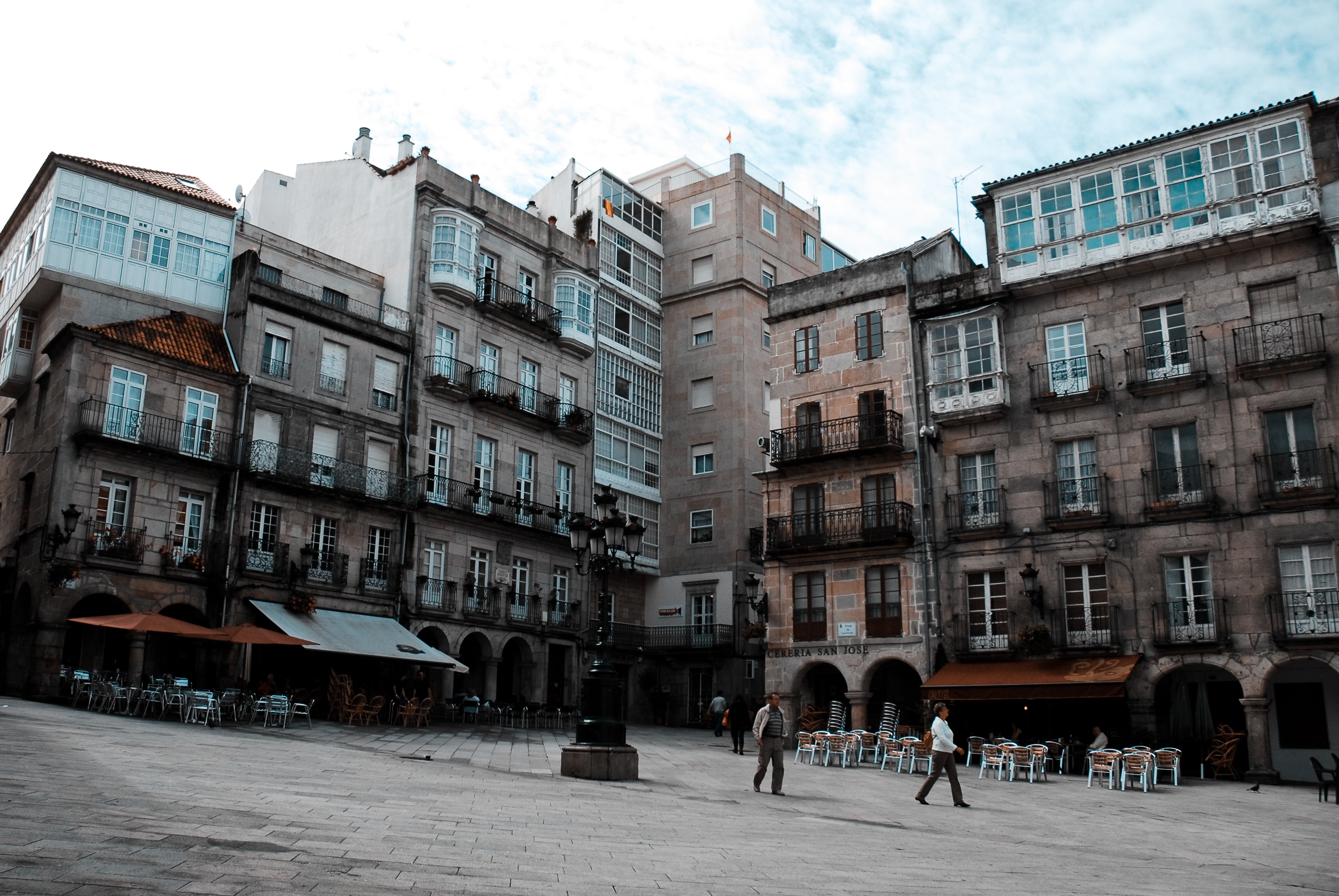
Ett av stadens torg.
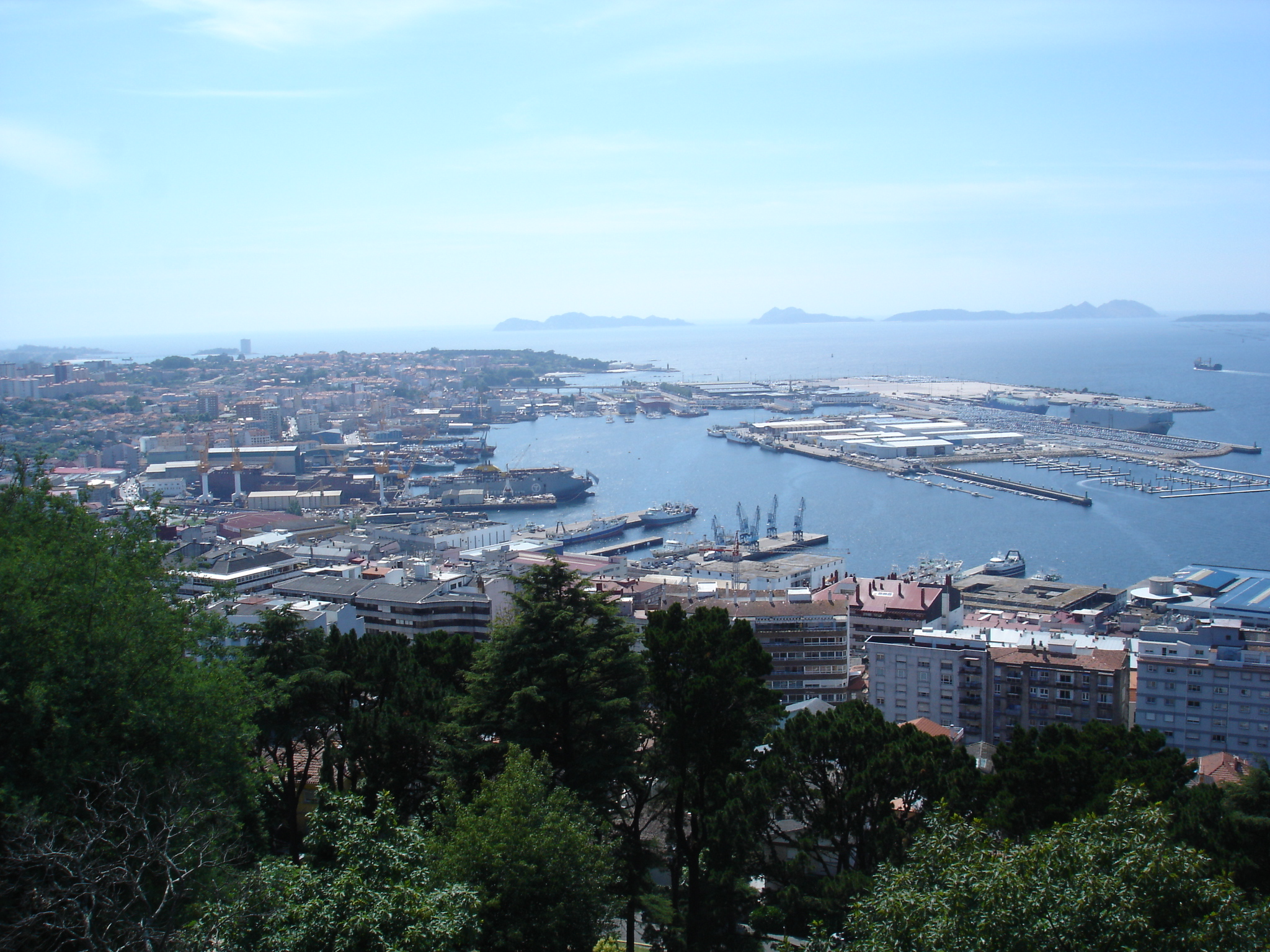
Vigos hamn.